# Мишин, Виктор Максимович
Виктор Максимович Мишин (14 мая 1943, Москва, РСФСР, СССР — 12 августа 2024) — советский и российский государственный и общественный деятель. Член КПСС в 1967—1991 годах. Член ЦК КПСС (1986—1990). Депутат Совета Союза Верховного Совета СССР (1979—1989) от Тюменской области.
В 1996—2018 годах — председатель правления КБ «Крокус Банк».

## Биография
Родился 14 мая 1943 года в городе Москве. Русский.
- В 1960 году окончил индустриальный техникум, в 1967 году — МИСИ имени В. В. Куйбышева (специальность — «инженер-строитель»).
- С 1960 по 1967 год — мастер на заводе железобетонных изделий № 22.
- С 1967 по 1968 год — старший инженер научно-исследовательского сектора МИСИ имени В. В. Куйбышева.
- С 1968 по 1969 год — второй секретарь Москворецкого райкома ВЛКСМ города Москвы, с 1969 по 1971 год — первый секретарь Советского райкома ВЛКСМ города Москвы.
- С 1971 по 1974 год — секретарь МГК ВЛКСМ.
- С 1974 по 1976 год — заведующий Отделом рабочей молодёжи ЦК ВЛКСМ.
- С 23 января 1976 по 5 мая 1978 года — первый секретарь МГК ВЛКСМ.
- С 28 апреля 1978 по 8 декабря 1982 года — секретарь ЦК ВЛКСМ.
- С 8 декабря 1982 по 19 июля 1986 года — первый секретарь ЦК ВЛКСМ.
- С 4 июля 1986 по январь 1991 года — секретарь ВЦСПС.
- 18 марта 1990 года проиграл альтернативные выборы народных депутатов РСФСР по Советскому территориальному избирательному округу № 48 города Москвы (вышел во второй тур и уступил начальнику отдела Московского НИИ счётного машиностроения Михаилу Арутюнову).
- С января по август 1991 года — первый заместитель управляющего делами ЦК КПСС.
- В 1991—1994 годах — заместитель генерального директора государственного консорциума «Эко-пром».
- В 1994—1995 годах — генеральный директор совместного предприятия «Олимпийская лотерея».
- В 1995—1996 годах — вице-президент Международного фонда экономических и социальных реформ «Реформа».
- В 1996—2018 — председатель правления коммерческого банка «Крокус банк».
- С 2010 года — член наблюдательного совета «Крокус банка»[2].

В марте 1995 года создал общественное объединение «Моё Отечество» — левоцентристскую умеренно-оппозиционную организацию, председатель Координационного совета объединения. 17 декабря 1995 года на выборах в Государственную думу «Моё Отечество» не преодолело 5-процентный барьер, собрав 496 276 голосов (0,72 %). В 1996 году объединение прекратило активную политическую деятельность, формально не распускаясь.
В 1998—1999 годах — один из организаторов создания движения «Отечество», руководитель аппарата, секретарь политсовета движения «Отечество».
В декабре 1999 года баллотировался на выборах в Государственную думу России по списку избирательного блока «Отечество — Вся Россия» — 2-е место в Центрально-Сибирской региональной группе (Республика Алтай, Алтайский край, Кемеровская область, Новосибирская область) — не прошёл.
- В 2006—2008 годах — член Общественной палаты Российской Федерации.

Умер 12 августа 2024 года в возрасте 81 года.

## Награды
- Орден Почёта (11 октября 2018 года) — за большой вклад в патриотическое воспитание молодёжи, активную общественную деятельность[4]
- Орден Трудового Красного Знамени
- Орден Дружбы народов
- Орден «Знак Почёта»
- более 10 медалей (в том числе «В память 850-летия Москвы»)
- Почётный знак ВЛКСМ
- Золотой Почётный знак «Общественное признание» Национального фонда «Общественное признание» (2003)